# امین الشرمیطی
امین الشرمیطی (عربی: محمد أمين الشرميطي؛ زادهٔ ۲۶ دسامبر ۱۹۸۷) بازیکن فوتبال اهل تونس است.

## باشگاهی
از باشگاه‌هایی که در آن بازی کرده‌است می‌توان به باشگاه فوتبال زوریخ، باشگاه فوتبال ستاره ساحلی، باشگاه فوتبال هرتابرلین، باشگاه فوتبال الاتحاد، و باشگاه فوتبال القیروانیه اشاره کرد.

## تیم ملی
وی همچنین در تیم ملی فوتبال تونس بازی کرده است.